# Holubářství

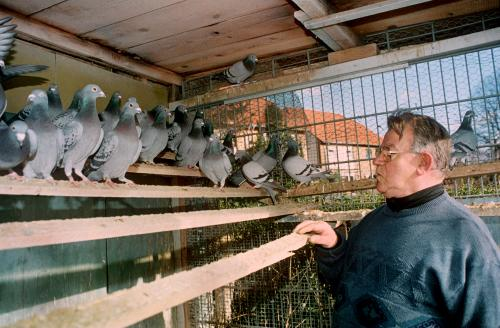
Holubář ve svém holubníku

Holubářství je nauka a umění chovu holuba domácího. Je to obor zemědělské výroby, jejímž produktem je zejména holubí maso, užitkové zaměření holubářství je základním a nejstarším chovatelským směrem holubářství. Již od poloviny 20. století v Česku postupně nad užitkovým chovem převažuje okrasný chov holubů, zaměřený na šlechtění exteriérových zvláštností jednotlivých holubích plemen. V okrasném holubářství se již nesleduje užitek ani ekonomika chovu, a jedná se o chov ze záliby. Zvláštním zaměřením hobby chovu holubů je sportovně letový směr, kde je cílem chovu získat ptáky vyznačující se zvláštním způsobem letu, ať se jedná o výjimečnou vytrvalost, dosahování značných výšek letu nebo o letovou akrobacii. Úzké zaměření má poštovní holubářství. Chov holubů pro přenášení zpráv byl po tisíce let činností s velkým praktickým významem, v současnosti je holubí pošta nahrazena technikou a poštovní holubářství se stalo sportovní disciplínou.
Chovatelské zařízení, ve kterém holubi v malochovech hnízdí, se nazývá holubník. Člověk zabývající se jejich chovem je holubář. V České republice se holubáři sdružují do chovatelských klubů jednotlivých plemen či jejich skupin, které spadají pod Český svaz chovatelů.

## Zvláštnosti chovu holubů
Holubářství se od jiných zootechnických oborů liší především tím, že chov holubů zůstal převážně amatérskou činností provozovanou v drobnochovech. Přestože existují i specializované holubí farmy pro užitkový chov, holubářství se nikdy nestalo průmyslovým odvětvím, jako drůbežnictví. Z tohoto důvodu proto neexistuje žádný výzkumný ústav holubářský a zootechnický výzkum chovu holubů je jen okrajovou záležitostí. V současnosti je nejčastějším důvodem chovu holubů je koníček, jedná se o hobby chovy.
Holubi totiž jsou, na rozdíl od hrabavé a vodní drůbeže, ptáci monogamní a ptáci krmiví. K odchovu holoubat jsou potřeba oba rodiče, holub i holubice, při sezení na hnízdě se totiž střídají. Holoubata jsou po vylíhnutí závislá na krmení výměškem volete rodičů, tzv. holubím mlékem. Proto se u holubů nedá použít žádná z metod intenzifikace produkce, jako je harémový způsob chovu s větším počtem samic a minimálním nutným počtem samců, či umělá inseminace, v úvahu nepřipadá ani umělé líhnutí a odchov holoubat. Produkce na jednoho dospělého holuba je proto velmi malá, maximálně 7–10 holoubat za rok.

## Historie holubářství

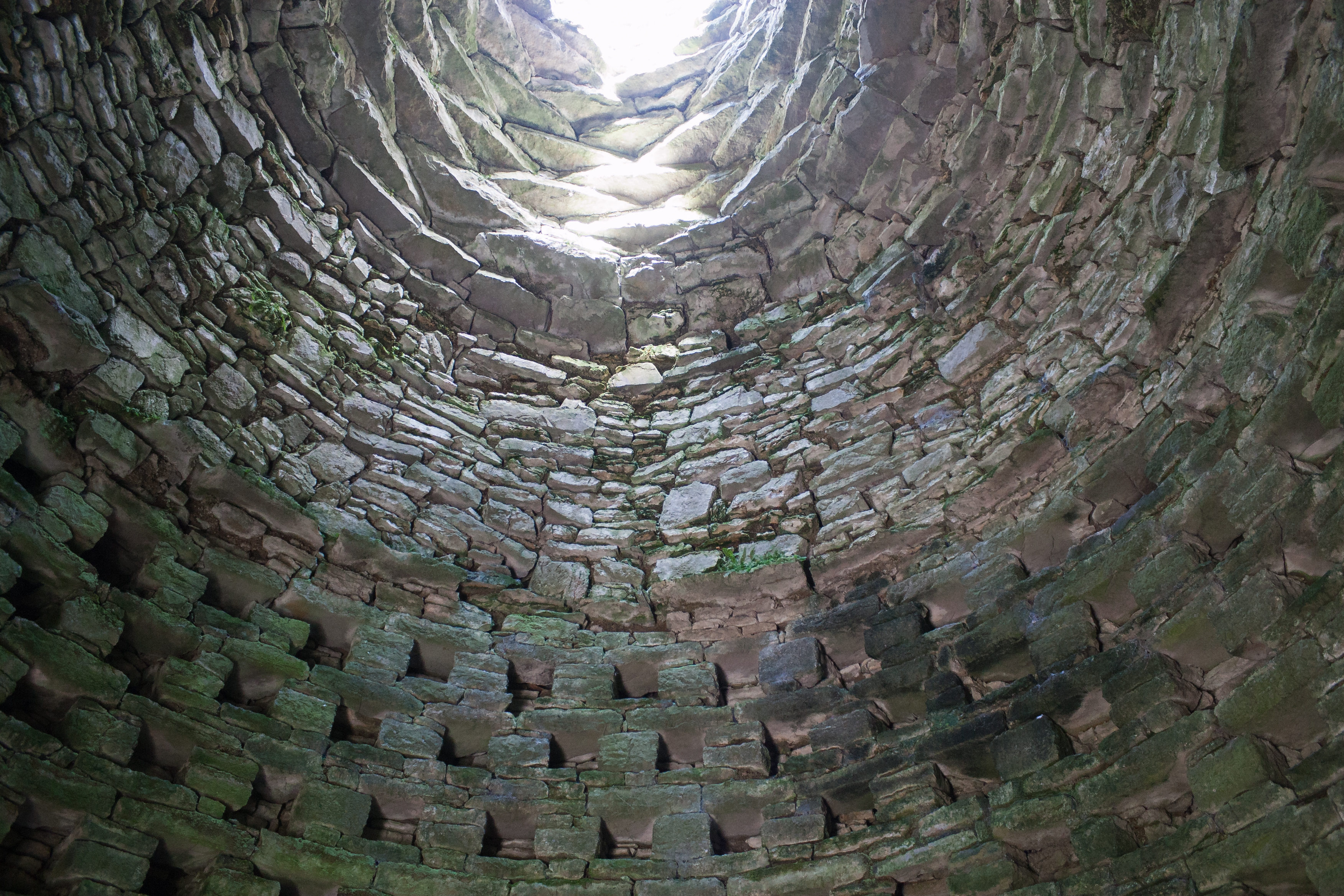
Vnitřek holubí věže v Irsku, otvory ve zdech jsou místa pro hnízdění holubů

Holub domácí patří mezi nejstarší domestikovaná zvířata. K jeho spříznění s člověkem došlo již před 6000 lety a to v domestikačním centru v Mezopotámii a Přední Asii, zvláště na východním pobřeží Středozemního moře a kolem Perského zálivu. Holubům vyhovoval rozvoj zemědělství, přiživovali se totiž na zrnu. Divocí holubi také začali hnízdit na budovách, především na chrámových stavbách, které jim nahrazovaly skalní výklenky a útesy. Z počátku byli holubi posvátným, kultovním nebo obětním zvířetem. Člověk se brzy naučil vybírat vejce a holoubata z hnízd, začal holubům cíleně nabízet prostory k hnízdění a holub domácí se stal zvířetem užitkovým.
Nejstarší zprávy o již domestikovaných holubech pochází z doby asi 3200 př. n. l.  V Egyptě byl holub chován dříve než kur. Z Egypta se dostal na fénických lodích na Apeninský poloostrov, oblíbený byl chov holubů ve Starověkém Řecku a Římu. Holubářství se postupně rozšířilo i na sever do zemí Střední Evropy a na východ přes Persii do Indie a Číny. O chovu holubů v těchto zemích je však jen velmi málo zpráv, holubi tam byli chováni v islámských mešitách a v palácích. Do Střední Evropy se chov holubů dostal v 6. století našeho letopočtu.
Ve středověku se holubi chovali především v klášterech. Rozvoj holubářství nastal v 16. století v Holandsku a Belgii, odkud se cílený chov holubů šířil do Anglie, Francie a Německa a dále do Českých zemí. O historii holubářství v Česku jsou jen kusé zprávy. V minulosti zde existovaly holubářské cechy, z nichž ty poslední ve Vamberku a v Třebechovicích, zanikly v roce 1848. První česká kniha věnovaná chovu holubů je monografie "Holubářství v Čechách", jejímž autorem byl František Špatný a která vyšla v Praze v roce 1862. V té době už byly položeny základy většiny dnešních plemen a za posledních století se hlavní plemena ve svých základních znacích prakticky nezměnila. První česká výstava holubů byla pořádána v Radotíně a to v roce 1894. Nejstarší spolek chovatelů holubů byl založen v Mělníce v roce 1897 a první sportovní holubářský klub byl založen v Praze v roce 1903. Následovalo založení dalších klubů v Chocni v roce 1908 a v Jihlavě a Litomyšli v roce 1910, v roce 1912 vznikl v Praze klub chovatelů pražských rejdičů krátkozobých. Pražský sportovní holubářský spolek postupně získával na důležitosti a v roce 1908 byl přejmenován na Klub pěstitelů holubů v Království českém, následně v roce 1913 na Zemský klub pěstitelů holubů a po roce 1918 na Klub československých holubů. Stal se tak vedoucí organizací a na jeho popud byl v roce 1922 ustaven Československý svaz spolků holubářských se sídlem v Praze. Další kluby specializované na chov určitých plemen vznikaly během První republiky i po druhé světové válce. V roce 1857 zastřešil chov holubů Československý svaz chovatelů drobného hospodářského zvířectva, který byl v roce 1969 rozdělen a jeho pokračovatelem v Česku se stal Český svaz chovatelů, který organizuje chov holubů dodnes.
Poštovní holubářství bylo organizováno poněkud odlišně. První spolek poštovních holubářů vznikl již v roce 1874 a od roku 1922 bylo poštovní holubářství vedeno Československým svazem spolků pěstitelů poštovních holubů. Ten byl v roce 1952 včleněn do Svazarmu a teprve od roku 1960 jsou i kluby poštovních holubů zastřešeny stejnou organizací jako holubi okrasní a užitkoví, tzn. Českým svazem chovatelů.

## Chov holubů podle účelu chovu

### Užitkový chov

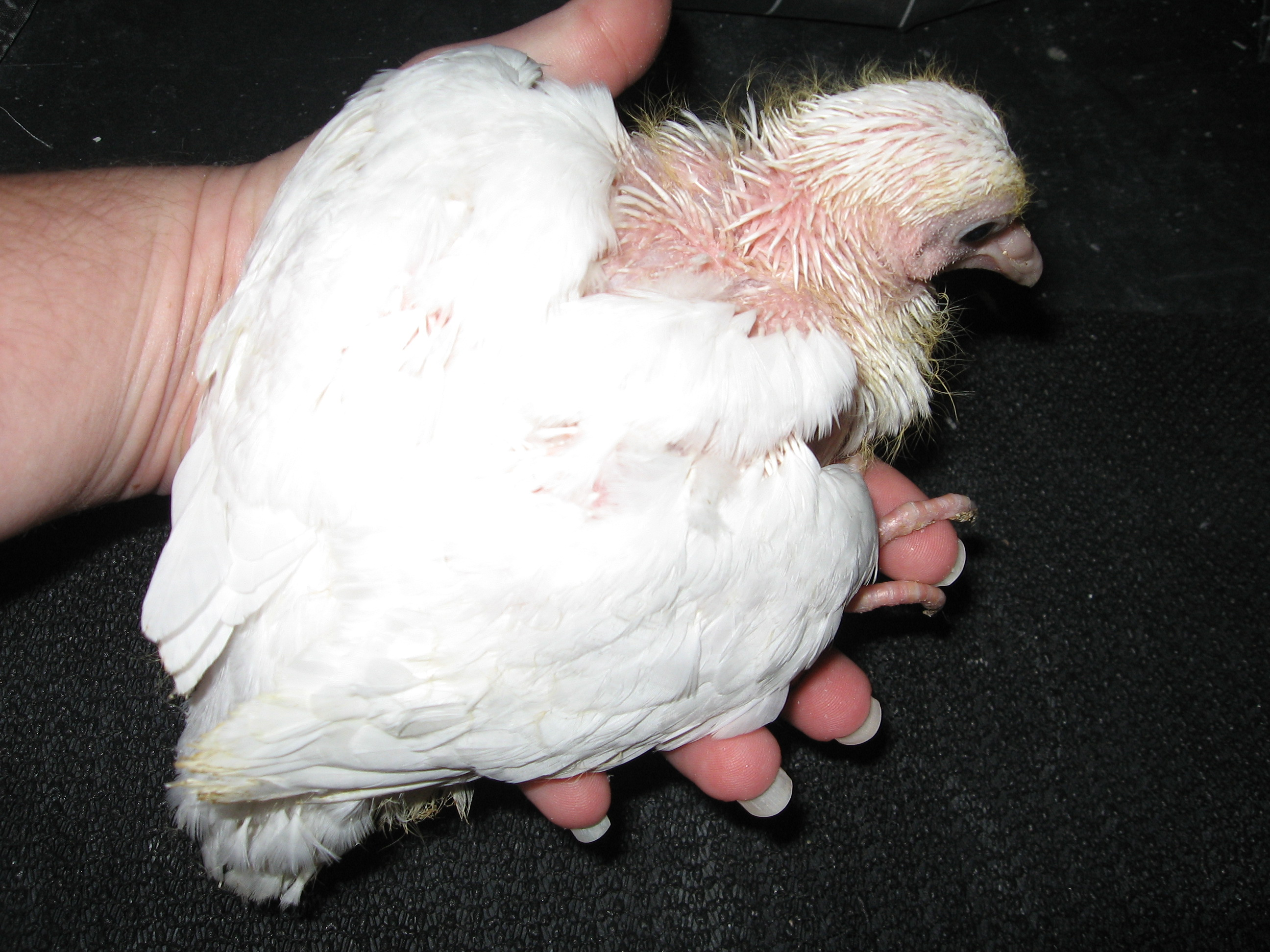
Měsíc a půl staré holoubě masného užitkového křížence

Užitkový chov holubů je chov cílený na masnou produkci, tzn. produkci jatečných holoubat. Holubi používají v užitkovém chovu musí být plodní a schopní sami odchovat holoubata. Ta se vybírají z hnízd ve věku asi 28 dní, kdy už mají téměř velikost rodičů, ale ještě nelétají. V kuchyni se zpracovávají také starší, brakovaní holubi. Podle organizace se užitkový chov dělí na extenzivní a  intenzivní.
V extenzivním užitkovém chovu létají holubi volně a po většinu roku si potravu hledají sami na polích, tzv. polaří. Chovatel jim poskytuje místo k hnízdění, holubník, a přikrmuje je během zimy či v omezené míře i v době odchovu holoubat. Tento způsob chovu je velmi levný a v minulosti byl cenným zdrojem masa v době, kdy ho jinak byl nedostatek, zejména na jaře. Nevýhodou je malá hmotnost takto produkovaných holoubat. Užitkoví polaři polního typu dorůstají hmotnosti kolem 300 g a jatečně upravené holoubě má asi jen 200 g.
Pro tento způsob chovu se hodí bezrousá plemena ze skupiny tzv. barevných holubů, jako je bezrousá česká čejka či česká lyska, hýl, ledňák, norimberský skřivan, slezský barevnohlávek, z plemen voláčů český voláč sivý, moravský morák nebo moravský bělohlávek, ze skupiny užitkových holubů prácheňský káník či koburský skřivan, z bradavičnatých plemen moravská bagdeta a poštovní holub. Tento způsob chovu v současnosti upadá do pozadí a je nahrazován chovem okrasným. Kvůli stále rozšířenějšímu chovu holubů ve voliérách se jejich schopnost letu a polaření ztrácí.
V intenzivním užitkovém chovu není ideálem polařící, samostatný holub, ale holub co největší hmotnosti, který dává velká, zmasilá holoubata. Čistá hmotnost oškubaného a vykuchaného holouběte masných plemen holubů se pohybuje kolem 450 g. Takto těžcí holubi už nelétají dobře a polařit nemohou, je nutné jejich plné krmení chovatelem. Létavost holubů je v intenzivních chovech dále omezována, protože již přináší jen zbytečný výdej energie a tím větší spotřebu krmiva. Holubi se proto chovají v uzavřených chovech, bez volného výletu ven, a to buď ve voliérách, halách či v klecích.
Pro produkci holubích brojlerů se používají velká těžká plemena, jako je kalifornský holub, texan, užitkový king a jejich kříženci, u kterých se využívá heterózní efekt. Velkochovy užitkových holubů se nacházejí především v zámoří a v jihovýchodní Evropě, například v Maďarsku.

### Užitkovo-okrasný chov
Užitkovo-okrasný chov kombinuje chov pro produkci masa s hobby chovem holubů kvůli jejich vzhledu. V České republice je to nejčastější zaměření chovu holubů vůbec. Obvykle převažuje důraz na exteriér zvířat a užitkovost, měřená jejich plodností, se nesleduje a proto se spíše vytrácí. V užitkově-okrasném chovu jsou držena jak menší, polařící plemena ze skupiny nerousných barevných holubů a bubláků a bradavičnatá plemena, tak i plemena těžší až těžká, která se již musí více přikrmovat a krmit. Mezi již méně létavá plemena vhodná do těchto chovů patří moravský pštros, benešovský holub, rys, modenka a modena. V úvahu připadají též plemena volatá, český stavák, slovenský, hesenský a slezský voláč, moravský morák, moravský voláč či český voláč sivý.

### Okrasné holubářství

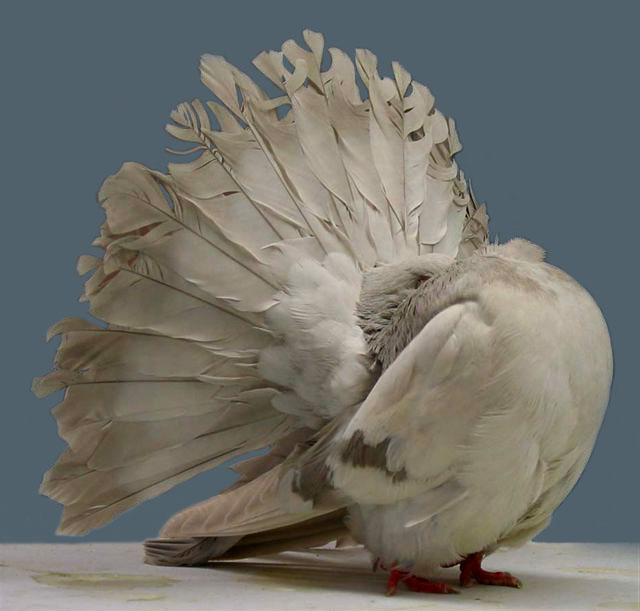
Holub pávík

Okrasné holubářství se zaměřuje na šlechtění exteriérových zvláštností jednotlivých plemen, ať již se jedná o tvar těla, rozvoj ozobí či pernatých ozdob holubů či kresbu, barvu a lesk opeření. V okrasném holubářství již užitkovost holubů a ekonomika jejich chovu nemá žádný význam. Je to výhradně hobby chov, jehož cílem je předvedení exteriérově vynikajícího jedince na výstavě holubů.
V okrasném chovu lze chovat jakékoliv plemeno. Existují však plemena výhradně okrasná, která se již nedokáží uplatnit v žádném jiném způsobu chovu. Rozvoj extrémních znaků exteriéru s sebou totiž přináší ztrátu vitality, plodnosti či schopnosti odchovu holoubat. U mnoha okrasných plemen se při odchovu mláďat používají chůvky jiných plemen a jejich chov může být pracovně i finančně značně náročný.
Mezi okrasná plemena patří rousná barevná plemena a rousní bubláci, všechna plemena strukturová, jako je pávík a kudrnáč, rackové, z bradavičnatých plemen indián a norimberská bagdeta, vysokonozí voláči, někteří krátkozobí rejdiči, ze skupiny užitkových holubů maďarský obr a ze skupiny slepičáků maltézský a vídeňský slepičák a výstavní king.

### Sportovní holubářství

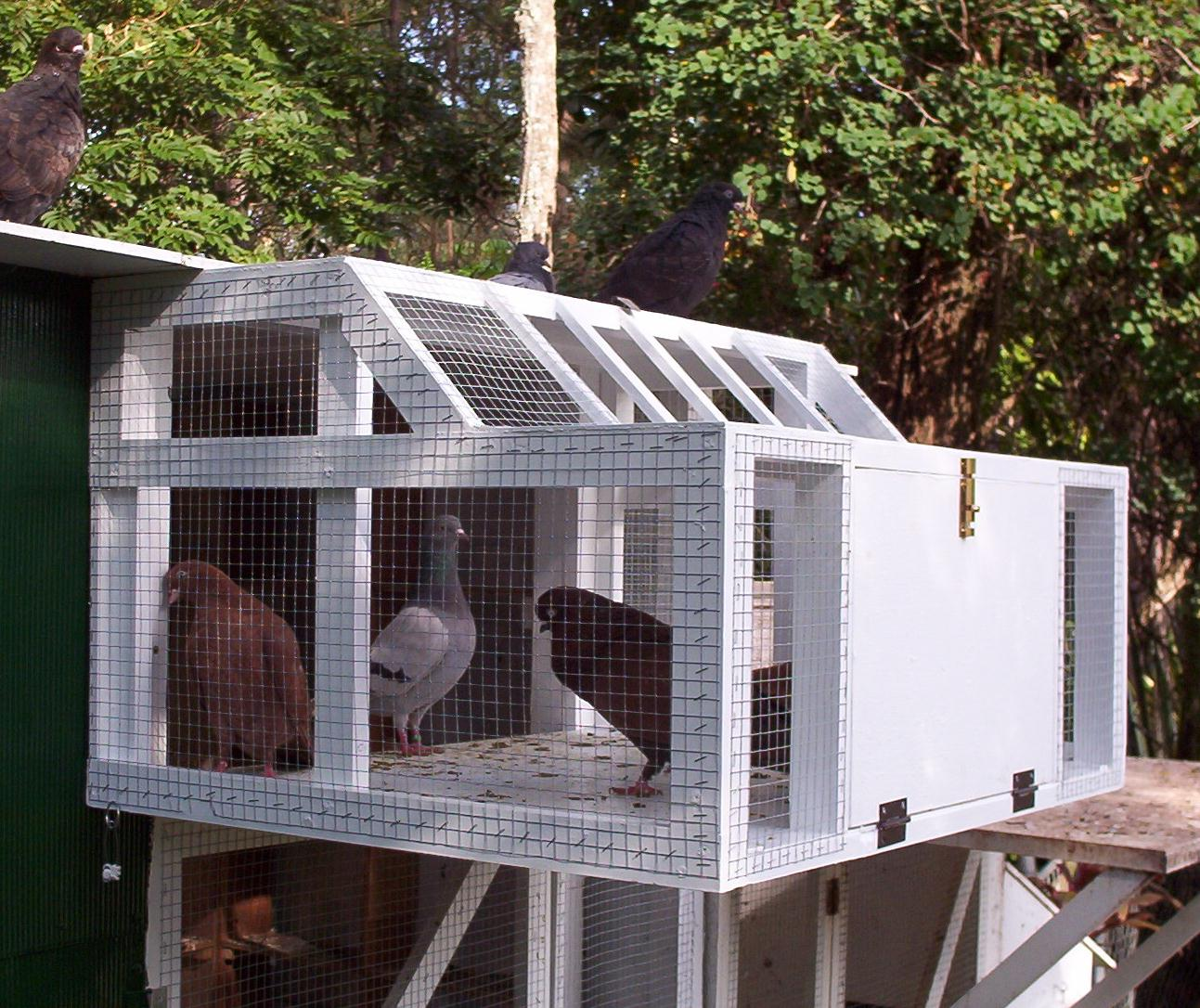
Výlet pro rejdiče či poštovní holuby, který umožňuje návrat do holubníku, ale ne jeho opuštění

Cílem sportovního chovu je získání holubů s vynikajícími letovými, vytrvalostními či akrobatickými schopnostmi. V minulosti byl rozšířenější než dnes. Schopnost letu je holubům vrozená a rozvíjí se cíleným tréninkem. Mezi typická sportovní plemena patří rejdiči, ale mezi nimi je v dnešní době už značné množství plemen, která jsou výhradně okrasná nebo jsou v okrasných chovech držena, takže jejich letové schopnosti se vytratily. Kromě rejdičů se k letovému sportu používali také rackové i modenky. Zvláštní, hravý způsob letu je vlastní také stavákům a kruhovým tleskačům.
Podle způsobu letu se rejdiči dělí na rejdiče vytrvalostní, kteří jsou šlechtěni k co nejdelšímu letu, na vysokoletce, u kterých se hodnotí dosažená výška letu a na sloupové rejdiče, u kterých je žádoucí let kolmo vzhůru. Leteckou akrobacii předvádí váliví rejdiči, kteří v letu předvádějí opakované přemety vzad. U tleskačů se cení hlasité pleskání křídly, dále jsou plemena, pro které jsou charakteristické prudké obraty, let ve strmé spirále nebo prudký start v hejnu následovaný náhlým a společným návratem hejna zpět do holubníku. Někteří rejdiči létají v hejnu, jiní jsou sóloví a jejich let se posuzuje individuálně.
Chov sportovních holubů je poněkud odlišný od chovu holubů užitkových či okrasných. Holubník by měl mít aspoň tři zvláštní oddělení. V jednom hnízdí vybrané páry chovných holubů a toto oddělení je identické s běžným komorovým holubníkem s voliérou. Ve zbývajících odděleních nejsou krbce pro hnízdění, zato je zde speciálně konstruovaný výlet, který umožňuje volný návrat holubů do holubníku, ale k vypuštění potřebují chovatele. Jedno oddělení je pro mladé holuby, výletky, a druhé pro závodní hejno. Obě hejna trénují odděleně. K tréninku se holubi vypouštějí pravidelně z holubníku, ale jen na omezenou dobu. Závodní rejdiči létají rádi, a čím déle nejsou vypuštěni, tím déle létají. Zároveň musí však být letový režim naplánovaný tak, aby holubi získali dostatečnou kondici. Let může být předčasně ukončen použitím tzv. droppera, nejčastěji se používá bílý pávík. Přítomnost nelétajícího holuba před vstupem do holubníku přiměje k usednutí i létající hejno. Návrat do holubníku je urychlován též vypouštěním hladových holubů a jejich krmením až po proletu.
Výkony sportovních rejdičů se hodnotí na speciálních závodech.

### Poštovní holubářství

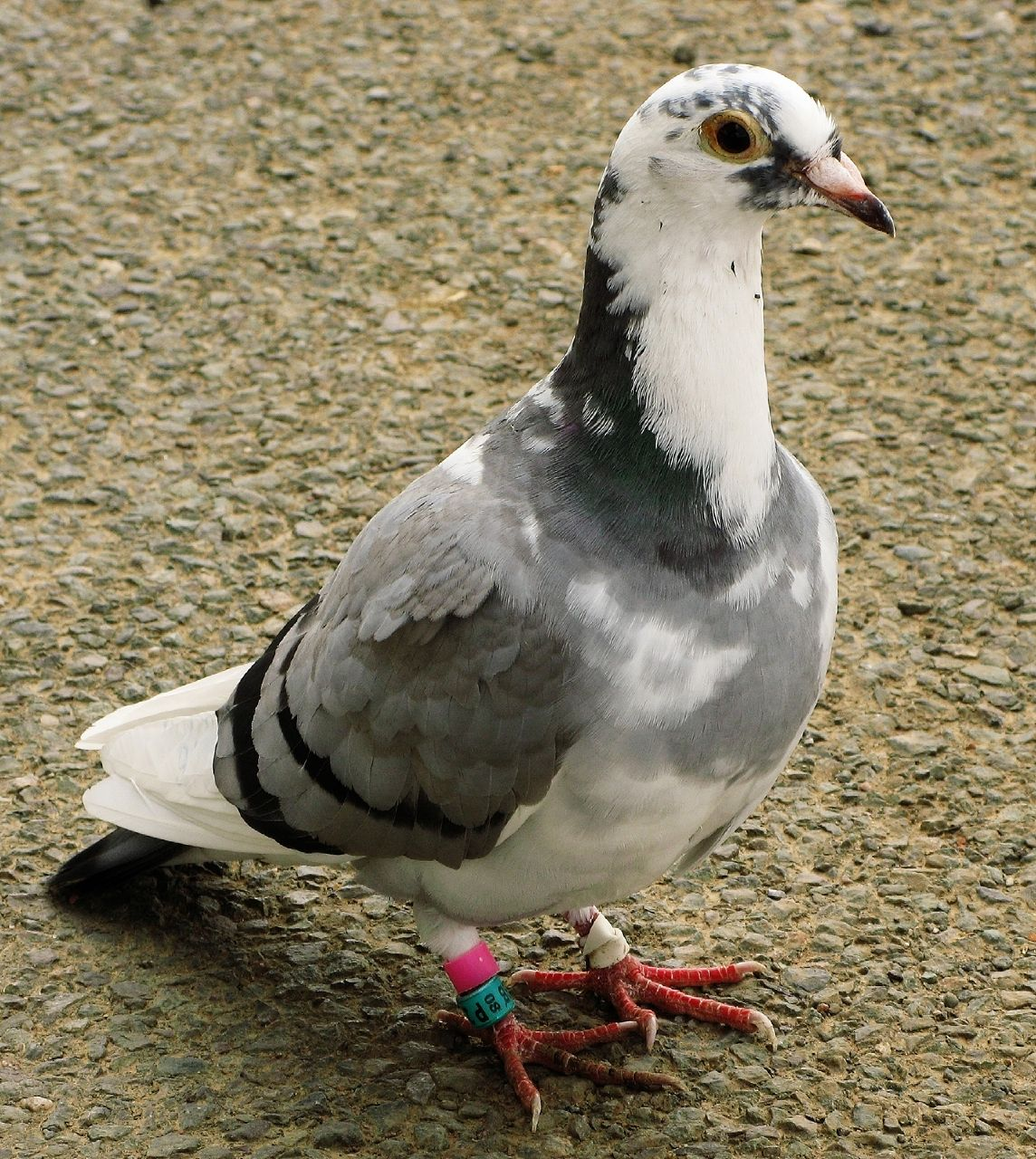
Poštovní holub

Poštovní holubářství je značně rozšířený směr chovu holubů. Rozvíjí jak orientační vlastnosti holubů, tak jejich rychlost a vytrvalost. Poštovní holubářství dneška je čistě sportovní disciplínou. Poštovní holubářství se také do značné míry liší organizačně i způsobem chovu od práce jiných holubářů. Bývá proto často vyčleňováno samostatně a má i své samostatné svazy.
V dávné i nedávné minulosti byla pro přenos zpráv využívaná různá plemena holubů včetně jejich bezplemenných příbuzných. V novověku byla hojně používaná tzv. bradavičnatá plemena, protože se soudilo, že ozobí je centrem orientačních vlastností holubů. V 19. století byl vyšlechtěn dnešní poštovní holub, a to křížením polních holubů, bradavičnatých plemen jako je dragoun, kariér a bagdety, atverpského a lutyšského racka, rejdiče cumulet a dalších plemen. Centrem šlechtění byla Belgie a Anglie. Poštovní holub současného typu je ryze sportovní plemeno, šlechtěné čistě nebo ze značné míry pro výkon. Průměrná rychlost letu poštovních holubů je 60–125 km/h.
Poštovní holubi mají, podobně jako holubi sportovní, též holubník rozdělený na více částí. Výlety umožňují oddělení výletu a vletu do holubníku. Mohou být konstruované i tak, že obsahují signalizační zařízení pro upozornění holubáře na přílet závodícího holuba. Kvůli závodní sezóně se hnízdění poštovních holubů ukončuje nejpozději v srpnu. Přes zimu jsou páry oddělené, takže se na jaře holubi rychle spáří a zahnízdí. V chovu poštovních holubů se praktikuje též podsazování vajec či výměna mláďat, nebo jsou partneři v páru oddělováni v tzv. vdovském či polovdovském systému.
Holubi jsou vypouštěni k proletu zpravidla 2x denně. Výletci si nejprve zvykají na přepravní koš a asi v roce života jsou poprvé vypouštěni, nejprve na vzdálenosti jednoho kilometru, postupně na vzdálenost větší. Mezi jednotlivými lety je týdenní přestávka. Opravdový výcvik poštovního holuba začíná až v jeho druhém roce. Holubi trénují návrat ze vzdálenosti nejprve 20, pak 60 kilometrů. První závody jsou na 260 km, pak následují závody na 450 km. Tato délka je přiměřená pro holuby dvouleté. Na 600 km závodí holubi tříletí a starší, trénovaní holubi mohou létat ještě dále. Na vzdálenosti delší než 1000 km se obvykle nezávodí, protože delší trasu holub nedokáže uletět během jednoho dne a většina holubů vypuštěných na delší vzdálenosti se ztratí.
Při závodech se výkony holubů hodnotí bodovým systémem. Pořadí se neposuzuje individuálně, ale skupinově, první místo získá holub, který se umístil mezi 2 % nejlepších ze všech nasazených holubů, druhé místo obsazují 2–4 % nejlepších ptáků. Do výkonností karty holuba se evidují všechny tzv. vítězné kilometry, nalétané v závodech, kde se holub umístil mezi 20 % nejrychlejších holubů.